# بیلی هربرت
بیلی هربرت (انگلیسی: Billy Herbert; اکتبر ۱۸۸۸  – July ۱۹۲۸ (۳۹ سال)) بازیکن فوتبال اهل بریتانیا بود.
از باشگاه‌هایی که در آن بازی کرده‌است می‌توان به باشگاه فوتبال استوک سیتی، باشگاه فوتبال آرسنال، باشگاه فوتبال بولتون واندررز، باشگاه فوتبال بارنت، و باشگاه فوتبال گلوسوپ نورث اند اشاره کرد.